# Larsarve norr
Larsarve norr  är en bebyggelse på centrala Gotland i Gotlands kommun.  Bebyggelsen klassades vid avgränsningen 2020 som en separat småort som dock avregistrerades vid avgränsningen 2023.